# Hässelby
För andra betydelser, se Hässelby (olika betydelser).

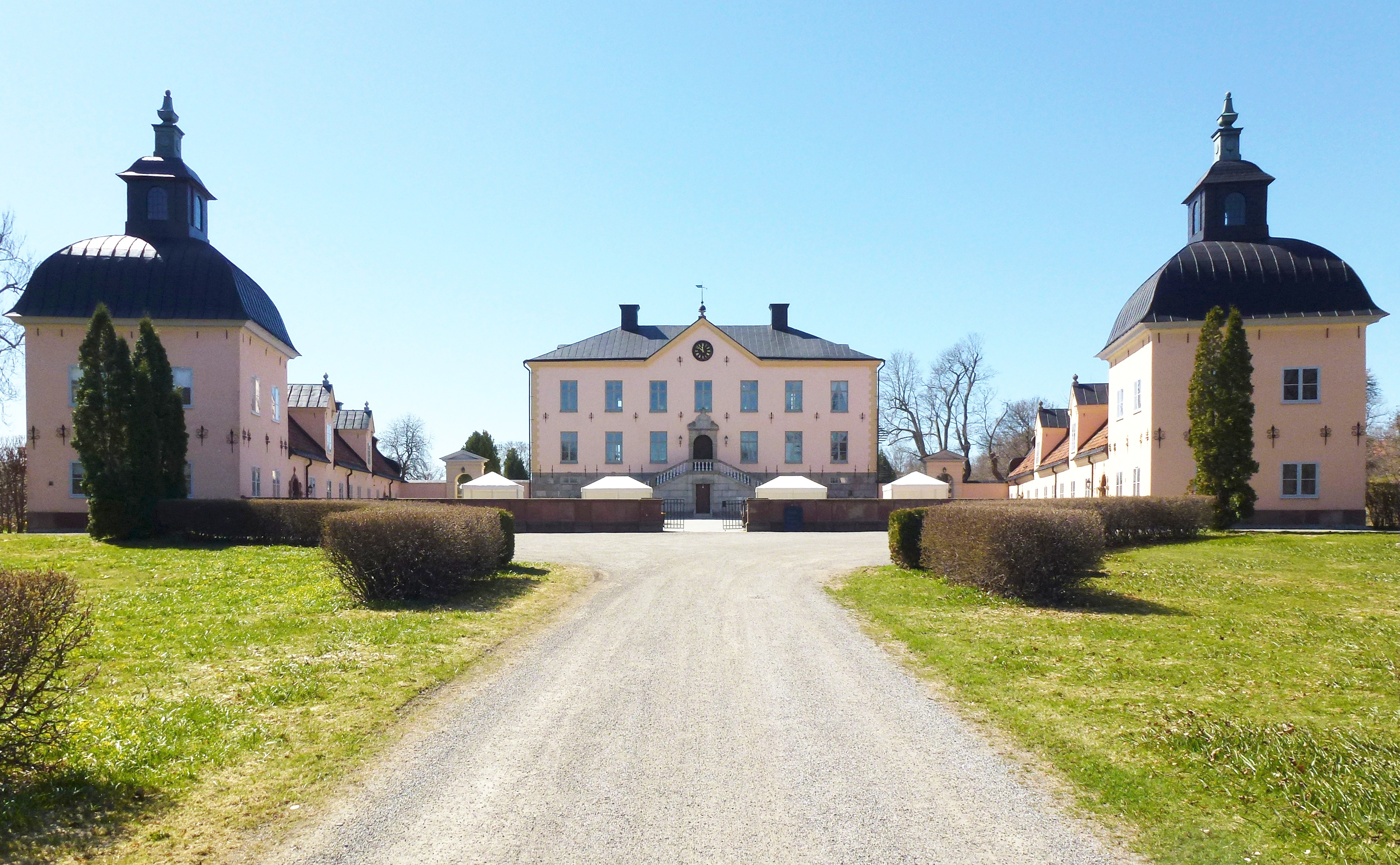
Hässelby slott, som byggdes på 1650-talet, och som ligger inom nuvarande Hässelby gårds område har fått ge namn åt de tre stadsdelarna Hässelby gård, Hässelby strand och Hässelby villastad.

Hässelby är ett område i Västerort i Stockholms kommun, vilket omfattar stadsdelarna Hässelby gård, Hässelby strand och Hässelby villastad. Området motsvarar geografiskt Hässelby distrikt. Namnet är hämtat från Hässelby slott, vars ägor omfattade stora områden inom de nuvarande tre stadsdelarna. Postorten Hässelby omfattar också delar av Vinsta. Slottet ligger i den nuvarande stadsdelen Hässelby gård men i postorten Vällingby. Ett stort antal mindre gårdar, torp och lägenheter har legat på Hässelby gårds ägor. Många av dessa har givit upphov till namn inom de olika stadsdelarna i grannskapet. Hässelby gårds område bebyggdes 1953-1955 och tunnelbanetrafiken började hösten 1956. Hässelby strand benämndes först Maltesholm, byggdes ut 1955-1957 och tunnelbanetrafiken började hösten 1958. Hässelby villastad kallades tidigare Riddersvik, men 1914 fick municipalsamhället sitt nya namn. År 1975 inkorporerades till Hässelby villastad  egendomarna Lövsta och Riddersvik med Stockholm efter att tidigare ha tillhört Järfälla kommun.
Under 1997 och 1998 var Hässelby namnet på ett stadsdelsområde Hässelby som kom att med stadsdelsområdet Vällingby bilda  nuvarande Hässelby-Vällingby stadsdelsområde.

## Hässelby i litteraturen
Johan Harstad berättar i sin roman Hässelby om Gunilla Bergströms barnboksfigur Alfons Åberg som vuxen, då bosatt i Hässelby.
Inger Frimansson skildrar Hässelby i sin roman Fruktar jag intet ont (1997).